# 공군 목록
다음은 공군에 관한 목록이다. 대륙을 기준으로 국가 이름의 자음, 내림순으로 정리하였다.

## 아시아
- 대한민국 공군(ROKAF: Republic Of Korea Air Force)
- 항공자위대(JASDF: Japan Air Self Defense Force)
- 조선인민군 공군
- 중국 인민해방군 공군
- 사우디아라비아 공군
- 인도 공군

## 아메리카
- 미국 공군(USAF: United States Air Force)
- 브라질 공군
- 아르헨티나 공군
- 멕시코 공군
- 캐나다 공군

## 아프리카
- 알제리 공군

## 유럽
- 프랑스 공군
- 영국 공군
- 독일 공군
- 스웨덴 공군
- 이탈리아 공군
- 러시아 공군
- 네덜란드 공군

## 오세아니아
- 오스트레일리아 공군

## 같이 보기
- 육군 목록
- 나라별 해군 목록
- 해병대 목록
- 국가 헌병대 목록
- 우주군 목록